# 派屈克·卡雷蓋亞
帕特裡克·卡雷蓋亞（Patrick Karegeya，1960年—2013年12月31日）是盧安達情報頭子，出生於姆巴拉拉，曾經因為被指控違反軍紀、放棄任務和不服從命令而兩次入監服刑。他於2006年被剝奪上校軍銜，並2007年流亡海外，後來死於南非約翰內斯堡。